# François Grosdidier
Pour les articles homonymes, voir Grosdidier.
François Grosdidier est un homme politique français, né le 25 février 1961 à Metz (Moselle).
Membre de l’UMP, puis de LR jusqu'en 2022, il est député de la 1re circonscription de la Moselle entre 1993 et 2011, maire de Woippy de 2001 à 2017, sénateur de la Moselle de 2011 à 2020 et enfin maire de Metz et président de l'Eurométropole de Metz depuis 2020.

## Situation personnelle
François Grosdidier est le petit-fils de l'historien Marcel Grosdidier de Matons et le fils de Bernard Grosdidier, ingénieur dans la sidérurgie, et de Jacqueline Belliol, bibliothécaire.
Après une scolarité qu'il achève en seconde en 1979, il souhaite s'engager dans la Marine nationale mais à la suite de complications administratives, il s'engage dans l'Armée de l'air pour servir sur la base aérienne 188 de Djibouti. Quittant l'armée en 1981, il enchaîne les emplois : employé de libre service, employé au classement des fichiers à la caisse d'allocations familiales, animateur dans une radio privée, contractuel puis titulaire en collectivité locale. Il reprend ses études : capacité en droit, licence, maîtrise de droit public, DES d'administration municipale. Il est secrétaire général du district du Nord de l'Agglomération Messine (aujourd'hui communauté de communes Rives de Moselle) et directeur général des services de la ville d'Amnéville.
Il est père de trois enfants.

## Parcours politique

### Débuts
En 1976, à 15 ans, il adhère au Centre national des indépendants et paysans et participe à la campagne de Jean Kiffer aux législatives de 1973. Il milite au Parti des forces nouvelles, d’inspiration néofasciste, entre 1978 et 1980.
Après la victoire de la gauche à l’élection présidentielle de 1981, il adhère au Rassemblement pour la République (RPR). En 1983, il devient délégué départemental à la Jeunesse du RPR de Moselle, étant nommé par le président départemental du RPR de la Moselle, Pierre Messmer.
François Grosdidier est conseiller municipal de Metz de 1989 à 1995, ayant été élu sur la liste de Denis Jacquat (UDF-RPR), opposée à celle de Jean-Marie Rausch, réélu maire.
Il est vice-président du conseil régional de Lorraine de 1992 à 2004, étant chargé de la reconversion industrielle, des nouvelles technologies de la communication et de l'information, de la formation, de l'insertion et de l'apprentissage.

### Premier mandat de député
En 1993, dans un contexte d'effondrement de la gauche, François Grosdidier bat l'ancien ministre socialiste Jean Laurain dans la première circonscription de la Moselle. Il fait ainsi son entrée à l'Assemblée nationale à 32 ans.
Il participe à la campagne présidentielle de 1995 de Jacques Chirac. La même année, il entre dans la nouvelle équipe dirigeante du RPR comme secrétaire national à la sécurité. Il est aussi chargé par le Premier ministre Alain Juppé d'une mission sur la reconversion industrielle. Il est également nommé au Haut Conseil à l'intégration.
Après la dissolution de l'Assemblée nationale en 1997, il est battu d’un point, en triangulaire avec le Front national, par le maire socialiste de Maizières-lès-Metz, Gérard Terrier.

### Maire de Woippy et retour au Parlement
Après sa défaite aux élections législatives de 1997, François Grosdidier retourne à la vie professionnelle, d'abord dans la fonction publique territoriale, puis dans l'industrie.
Aux élections municipales de 2001, il se présente à Woippy, commune dirigée par le PS et le PCF depuis 1977 et au fort vote FN. Sa liste l’emporte avec 62 % des voix au second tour[réf. nécessaire]. François Grosdidier est réélu maire par le conseil municipal en 2008 après que sa liste a obtenu 53 % des suffrages exprimés au premier tour des élections municipales, puis en 2014 après avoir recueilli 58 %.
En 2002, il reconquiert la députation de la première circonscription de la Moselle avec 55 % des voix exprimées au second tour. Il est réélu député au second tour des élections législatives de 2007, avec 52 % des suffrages exprimés.
Il est président de la fédération UMP de Moselle à partir de 2002. Il quitte cette fonction lors de son élection à la présidence de la Fédération des maires de la Moselle, en 2009. Sous le quinquennat de Nicolas Sarkozy, il soutient le Grenelle de l'environnement. En avril 2008, il fait partie d’une fronde des députés de droite contre la loi OGM du gouvernement Fillon.
Les élections cantonales de 2011 sont l'occasion pour lui de prendre le canton de Woippy, détenu par le divers droite Jean-Claude Théobald depuis 1988. Il se présente contre ce dernier, qui a l'investiture de l'UMP. Au second tour, il l’emporte avec 65 % des voix face au FN.

### Sénateur de la Moselle
Lors du renouvellement sénatorial de 2011 en Moselle, il est tête de liste dans le cadre d'une double investiture de l'UMP unique en France avec le département du Val-d'Oise, l'autre liste soutenue par le parti étant conduite par Philippe Leroy, ancien président du conseil général. François Grosdidier est élu sénateur et quitte l'Assemblée nationale.
Il soutient François Fillon pour l'élection à la présidence de l'UMP de 2012. Il est élu président de la fédération de la Moselle du parti Les Républicains (ex-UMP) en janvier 2016 et soutient Alain Juppé pour la primaire de la droite et du centre de 2016 : avec l'ancien garde des Sceaux Dominique Perben, il travaille au projet régalien (sécurité, justice) du maire de Bordeaux. Il parraine ensuite Maël de Calan pour le congrès des Républicains de 2017, scrutin lors duquel Laurent Wauquiez est élu président du parti.
En septembre 2017, François Grosdidier est réélu sénateur de la Moselle. En raison de la loi sur le non-cumul des mandats, il démissionne de ses mandats de maire de Woippy et de deuxième vice-président de Metz-Métropole. Il est remplacé à la mairie par Cédric Gouth, benjamin du conseil municipal et jusqu'alors conseiller délégué au Sport, et, à la deuxième vice-présidence de Metz-Métropole, par Jean-Marc Rosier, par ailleurs premier adjoint au maire de Woippy. François Grosdidier reste conseiller municipal de Woippy et conseiller communautaire de Metz-Métropole.

### Maire de Metz
Tête de liste aux élections municipales de 2020 à Metz, il l’emporte au second tour, devançant la liste conduite par Xavier Bouvet (apparenté EELV) de seulement 197 voix, ainsi que celle de Françoise Grolet (RN, ex-FN). Il est ainsi l'un des rares candidats à faire basculer une grande ville de gauche à droite à l'occasion de ces élections. Il est élu maire de Metz par le conseil municipal le 3 juillet, succédant au socialiste Dominique Gros.
Le 8 juillet, François Grosdidier est également élu président de Metz-Métropole, par 51 voix contre 46 pour le sortant Jean-Luc Bohl, maire divers droite de Montigny-lès-Metz.
Il installe une dynamique nouvelle par rapport aux anciens responsables : apparitions sur des chaînes télévisées nationales, nominations de directeurs de cabinets fins connaisseurs des arcanes ministérielles et institutionnelles, rencontres avec des ministres, etc. ; cette stratégie lui vaut d’être qualifié d'« hypermaire ». Le 10 septembre suivant, il est élu président de la fédération des maires de Moselle.
Il prend en 2020 un arrêté anti-SDF. Le tribunal administratif de Strasbourg, saisi par la Ligue des droits de l'homme et la Fondation Abbé-Pierre, annule en 2022 l’arrêté.
Mediapart relève en 2022 que François Grosdidier apporte d’importants financements publics au « Courrier messin », un magazine récemment créé « fort complaisant à son égard ».
Il a reçu une Marianne d’Or pour la création d’un système de transport fluvial, dénommé Metz’O.
Le 11 décembre 2022, à la suite de l'élection d'Éric Ciotti en tant que président des Républicains, il annonce quitter LR.

## Prises de position

### Mariage homosexuel
Au Sénat, François Grosdidier vote en avril 2013 en faveur de l'article 1 de la loi ouvrant le mariage et l'adoption aux personnes de même sexe. Il se déclare d'autre part opposé à l’adoption, ainsi qu'à PMA et à la GPA, pour les couples homosexuels.

### Immigration et religions
François Grosdidier suscite une polémique en 2005 en utilisant le terme « youyou » à l'Assemblée nationale à propos des mariages entre personnes issues de l'immigration maghrébine et africaine dans sa commune de Woippy,. Il publie ensuite l'ouvrage Les You-You et la République des tabous.
Il se prononce pour une modification de la loi de 1905 sur les relations entre les Églises et l’État afin de permettre aux collectivités locales de financer le culte musulman.
À l’occasion du procès de Charlie Hebdo lors de l’affaire des caricatures, François Grosdidier déclare : « Ce n'est pas le blasphème qui est condamnable, mais l'amalgame entre le terrorisme et l’ensemble des musulmans. […] L’islamophobie doit être condamnée comme tous les racismes. L'antiracisme n’est pas divisible. […] La justice doit faire respecter effectivement les limites posées par la loi sur la liberté de la presse. » Ses propos sont diversement interprétés : Le Nouvel Observateur le classe dans les personnes apportant leur soutien au journal car il affirme que le blasphème n’est pas condamnable alors que les publications pro-Charlie, comme ProChoix, considèrent qu’il souhaite une condamnation du journal pour islamophobie et amalgame entre terrorisme et islam.

### Relations avec le Maroc
François Grodidier entretient selon Streetpress « des liens politiques et économiques très étroits » avec le Maroc.
Parlementaire durant 22 ans, il a multiplié au Sénat et à l'Assemblée nationale les interventions pour défendre les positions de Rabat, particulièrement sur la question du Sahara occidental et sur les violations des droits de l'homme dont est accusé le royaume. Ses prises de position sont régulièrement relayées par la presse marocaine, inféodée au régime.
En 2011, il tente de faire interdire un colloque à l’hôtel de région de Metz organisé par le Front Polisario (mouvement indépendantiste du Sahara Occidental), qu'il décrit comme une « organisation totalitaire et violente ». Les « MarocLeaks » révèlent en 2014 que la teneur du courrier a été préalablement validée par la DGED, le service de renseignement et de contre-espionnage marocain. L'ONG Amnesty international réagit en déclarant qu'« il est assez choquant que les autorités marocaines tentent de limiter la liberté de réunion et d’expression dans un autre pays comme la France. » Son nom apparait dans une liste de la DGED de « décideurs français pro-marocains ».

## Affaires judiciaires

### Condamnation pour détournement de biens publics
Le 12 février 2015, François Grosdidier est condamné pour détournement de biens publics à 6 000 € d'amende en raison de son utilisation régulière d'un véhicule de fonction de la mairie de Woippy pour se rendre au palais Bourbon. Il est également condamné pour complicité de prise illégale d'intérêt, trois de ses adjoints n'ayant pas quitté la séance du conseil municipal lors du vote de subventions dans des associations à but non lucratif où l'un de leurs proches avait un intérêt.

### Utilisation de sa réserve parlementaire
En février 2013, Philippe Mousnier, proche du député de droite Jean-Louis Masson, dépose plainte contre François Grosdidier après l'avoir mis en cause dans le cadre d'un conflit d'intérêts dans l'utilisation de sa réserve parlementaire. En effet, alors qu'il était député, il a utilisé celle-ci pour financer l'association Valeur Écologie, qui se présente comme un espace de débats à droite autour du thème de l'écologie, qu'il dirige. Il lui verse 100 000 € en 2009 et 60 000 € en 2011. En février 2019, François Grosdidier est mis en examen pour « prise illégale d'intérêts » et « détournements de fonds publics ». Le 7 février 2023, il est condamné à une peine de 6 mois d’emprisonnement avec sursis ainsi qu’à une amende de 10 000 euros pour « prise illégale d’intérêts ».
En décembre 2020, Mediapart pointe d'autres utilisations de sa réserve parlementaire par François Grosdidier alors qu'il était sénateur. Le site d'information considère que ces dépenses « posent problème ». Il pointe notamment le financement de frais de défense dans une procédure judiciaire avec le Grand Orient de France, ainsi qu'un contrat de location avec option d'achat d'une voiture.

### Mise en examen pour détournements de fonds publics
En novembre 2019, l'association de lutte contre la corruption Anticor porte plainte contre François Grosdidier pour une autre affaire de détournements de fonds publics. En 2013, la Cour des comptes notait des violations des dispositions légales concernant la rémunération du directeur de cabinet du maire de Woippy. La juridiction estimait alors que celui-ci devait ainsi régler à la commune une somme d'un peu plus de 80 000 euros. François Grosdidier avait alors fait voter par le conseil municipal un avis favorable à la demande de remise gracieuse du comptable public.
En outre, le cabinet du maire comptait deux collaborateurs (soit un de trop par rapport à ce qui est autorisé pour une ville de moins de 20 000 habitants) pour des salaires représentant pour la commune un total de 400 000 euros par an. La Cour relève : « embauche indue d'un chargé de mission, paiements injustifiés d’heures supplémentaires d’une secrétaire de 2010 à 2015, rémunération exorbitante du directeur des espaces verts « octroyée en méconnaissance de l’ensemble des principes régissant la fonction publique territoriale », lourdes irrégularités dans la passation de marchés publics ».
Le 19 avril 2021, François Grosdidier est mis en examen pour « détournement de fonds publics ». Le 31 août suivant, il est renvoyé devant le tribunal correctionnel pour « prise illégale d'intérêt » et « détournement de fonds publics ».

## Détail des mandats et fonctions

### À l’Assemblée nationale
- 02/04/1993 - 21/04/1997 : député de la 1re circonscription de la Moselle (département)
- 19/06/2002 - 30/09/2011 : député de la 1re circonscription de la Moselle

### Au Sénat
- 01/10/2011 - 13/07/2020 : Sénateur de la Moselle

### Au niveau local

#### Conseil municipal
- 19/03/1989 - 18/06/1995 et depuis le 28/06/2020 : conseiller municipal de Metz
- 19/03/2001 - 23/10/2017 : maire de Woippy
- 19/03/2001 - 17/05/2020 : conseiller municipal de Woippy
- depuis le 03/07/2020 : maire de Metz

#### Conseil général
- 27/03/2011 - 01/08/2011 : conseiller général de la Moselle pour le canton de Woippy

#### Conseil régional
- 23/03/1992 - 01/07/2002 : vice-président du conseil régional de Lorraine
- Depuis le 02/07/2021 : vice-président du conseil régional du Grand Est

#### Communauté d’agglomération puis Métropole
- depuis le 08/07/2020 : président de la Métropole de Metz
- 01/01/2002 - 16/11/2017 : vice-président de la Communauté d'agglomération de Metz Métropole
- 01/01/2002 - 17/05/2020 et depuis le 28/06/2020 : conseiller communautaire (de la « Métropole de Metz » depuis 2018)
- depuis le 23 janvier 2024 : président du Sillon lorrain[33]

#### Association
- 2009-2018 et depuis le 10/09/2020 : président des maires de Moselle

### Au sein de partis
- 2006-2009 : président de la fédération UMP de la Moselle
- 2016-2018 : président de la fédération LR de la Moselle